# Hugo Paur
Hugo Paur (* 1829; † 25. Februar 1879) war ein deutscher Richter und Parlamentarier.

## Leben
Nach dem Besuch des Gymnasiums in Breslau studierte Hugo Paur ab 1849 Rechtswissenschaften an der Schlesischen Friedrich-Wilhelms-Universität Breslau. 1850 wurde er Mitglied des Corps Silesia Breslau und anschließend des Corps Marchia Breslau. Nach dem Studium schlug er die Richterlaufbahn ein. Er war Kreisgerichtsrat in Brieg, Kreisgerichtsrat in Bernstadt a. d. Eigen und zuletzt Amtsgerichtsrat in Görlitz. 1859–1861 vertrat Paur als Abgeordneter den Wahlkreis Breslau 3 im Preußischen Abgeordnetenhaus. Er gehörte der Fraktion Mathis an.